# الإغاثة من المجاعات

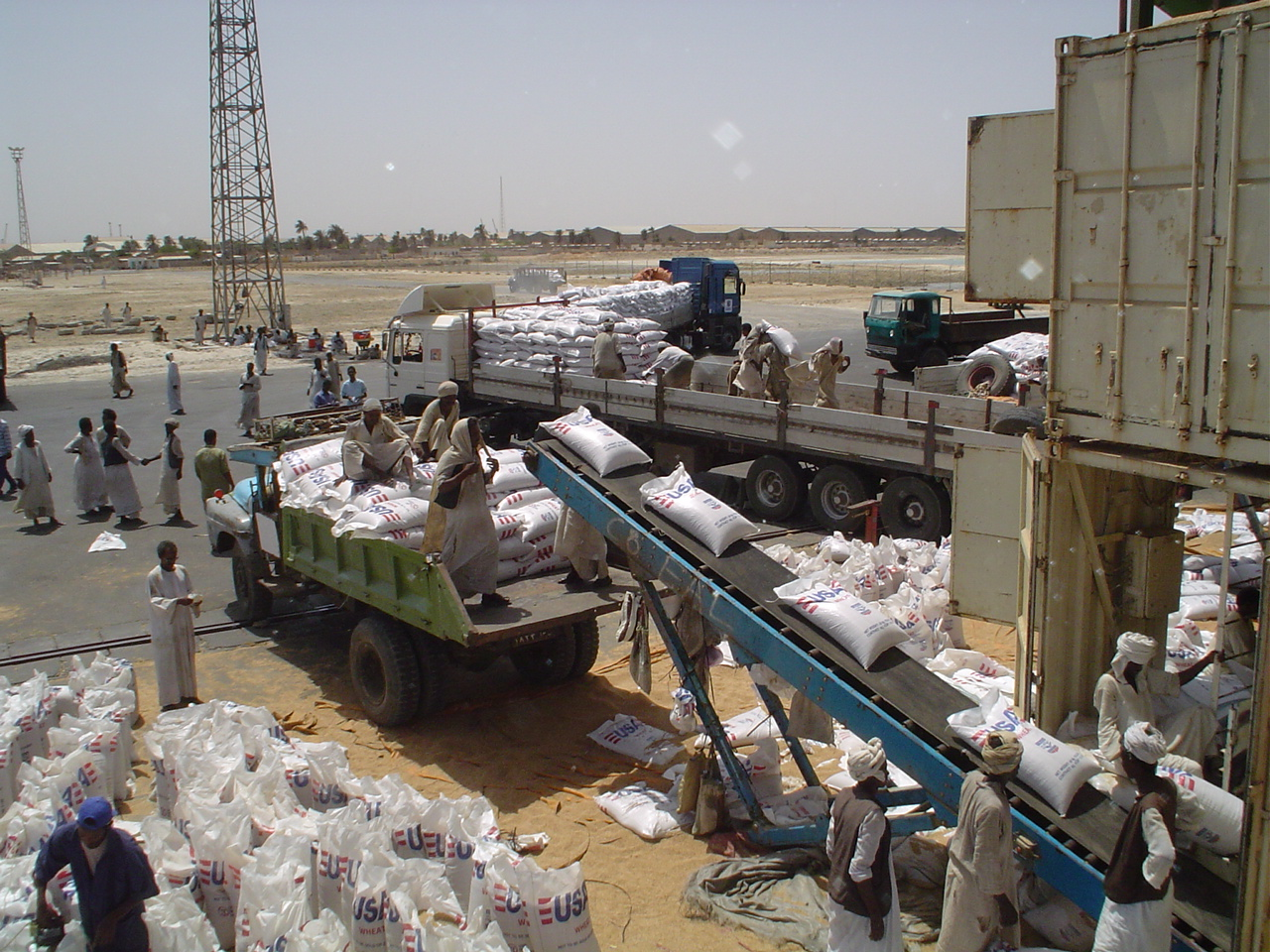

الإغاثة من المجاعة هي جهد منظم للحد من الجوع في منطقة توجد بها مجاعة. تعد المجاعة ظاهرة معاناة نسبة كبيرة من سكان المنطقة أو البلد من نقص الغذاء لدرجة أن يصبح الموت بسبب الجوع  شائعاً بشكل متزايد.على الرغم من الموارد التكنولوجية والاقتصادية الكبيرة في العالم الحديث، لا تزال المجاعات تضرب أجزاء كثيرة من العالم، معظمها في الدول النامية.
ترتبط المجاعة بأسباب طبيعية مثل فقد المحاصيل، والأوبئة وبأسباب بشرية مثل الحروب والإبادة الجماعية. في العقود القليلة الماضية، ظهرت وجهة نظر أكثر دقة تحلل الظروف الاقتصادية والسياسية التي أدت إلى المجاعات الحالية. تصنف وكالات الإغاثة الحديثة تدرجات مختلفة للمجاعة وفقا لنطاقها.
العديد من المناطق التي عانت من المجاعات في الماضي حصنت نفسها من خلال التطور التكنولوجي والاجتماعي. كانت المنطقة الأولى في أوروبا التي نجحت في القضاء على المجاعة هي هولندا، والتي شهدت مجاعاتها السابقة في زمن السلم في أوائل القرن السابع عشر، حيث أصبحت قوة اقتصادية كبرى وأنشأت منظمة سياسية معقدة. وقد أشار خبير اقتصادي بارز إلى الموضوع، أمارتيا سين الحائز على جائزة نوبل، إلى أنه لا يوجد بلد ديمقراطي يعانى من المجاعات، على الرغم من اعترافه بأن سوء التغذية يمكن أن يحدث في دولة ديمقراطية، ولا يعتبر أن أيرلندا الوسطى في منتصف القرن التاسع عشر تتبنى الديمقراطية.
يُعطى الجزء الأكبر من المعونات الغذائية في العالم للأشخاص في المناطق التي ينتشر فيها الفقر؛ أو الأشخاص الذين عانوا بسبب كارثة طبيعية غير المجاعة (مثل ضحايا تسونامي المحيط الهندي في عام 2004)، أو من فقدوا محاصيلهم بسبب الصراعات (كما هو الحال في إقليم دارفور في السودان). فقط كمية صغيرة من المساعدات الغذائية تذهب إلى الأشخاص الذين يعانون من المجاعات.